# Gender pay gap
Gender pay gap (GPG; překládáno různě jako genderová příjmová nerovnost nebo příjmová propast mezi muži a ženami) označuje průměrný rozdíl mezi platovým ohodnocením pracujících žen a mužů. Ženy jsou obecně hůře placeny než muži. Objem světového kapitálu, o který světový trh kvůli nižším příjmem žen přichází, je 160,2 bilionu dolarů ročně. Rozdíly v platech se v jednotlivých zemích liší, v USA například činí průměrný roční plat ženy 78 % průměrného mužského platu.
Důvody této příjmové propasti jsou různé. Faktorem menší mzdy může být například odchod ženy na mateřskou nebo rodičovskou dovolenou či preference kratšího pracovního úvazku. Jedním z důvodů menšího platu je ovšem i diskriminace vycházející z předsudků a genderových stereotypů, které říkají, že ženy jsou méně schopné než muži a tudíž nemohou dostávat stejný plat, popřípadě zastávat vyšší nebo řídící funkce. Platy žen jsou nižší i kvůli segregaci trhu práce, kde jsou typicky ženská povolání často hodnocena hůře. Ženy také často zastávají pozice s nižší odpovědností, které jsou hůře placené.[nedostupný zdroj] Celkově lze rozlišit dva typy genderové diskriminace na trhu práce, přímou a nepřímou. Jako příklad přímé diskriminace lze uvést případ, kdy je žena, která je stejně kvalifikovaná, zkušená a produktivní jako muži v jejím oboru, placena méně. Za nepřímou diskriminaci označujeme fakt, že ženy jsou diskriminované či se nedostávají na tak vysoké posty jako jejich mužské protějšky, jelikož zaměstnavatelé nejsou ochotni ustoupit jejich požadavkům na mateřskou či rodičovskou dovolenou nebo se obávají, že ženy nepodají tak kvalitní výkon jako muži.

## Příčiny
Faktorů, které ovlivňují nevyváženost příjmu žen a mužů, lze najít více. Patří mezi ně:
- Diskriminace na pracovišti, tj. různé hodnocení stejné práce na základě pohlaví pracovníka. Tato praktika je v Evropské unii zakázána v rámci antidiskriminačních zákonů.
- Stereotypy. Rozdílné profilování dívek a chlapců během základního vzdělávání (viz genderové stereotypy v českém školství) a předsudky ke vztahu k výkonnosti, schopnostem a vlastnostem žen vedou k oslabení jejich pozic a k vytváření tzv. „skleněného stropu“, tedy neviditelné bariéry, na kterou ženy naráží při kariérním postupu.
- Segregace trhu. Odvětví, v nichž je tradičně zaměstnáváno víc žen než mužů, například zdravotnictví, školství či veřejná správa, jsou vnímána jako méně prestižní a hůře odměňována.
- Rodinný život. Ženy odchází na rodičovskou dovolenou daleko častěji než muži a většinou s dětmi tráví více času než muži. Skloubit péči o rodinu a kariérní růst není vždy možné.

## Historické pozadí
Podle metaanalýzy z roku 2005 vedené Doris Weichselbaumerovou a Rudolfem Winter-Ebmerem, která porovnávala více než 260 studií ze 60 států mezi roky 1960 a 1990, klesl za tři desítky let rozdíl mezi ženami a muži v hrubém platu (hrubé mzdě) ze 65 % na zhruba 30 %.
Britský institut CMI vydal roku 2011 studii, ve které vyhodnotil, že pokud budou se bude příjmová propast mezi muži a ženami vyrovnávat současným tempem, ke konečnému srovnání dojde nejdříve v roce 2109.

## Výpočet
Gender pay gap (GPG) značí medián nebo průměrnou hodnotu mezi platovou odměnou všech pracujících žen a mužů ve vybraném pracovním sektoru či druhu zaměstnání. Obvykle je GPG značen buď procenty, nebo poměrem hrubé hodinové (či roční) mzdy ženy ku průměrné mzdě muže. V mnoha studiích se lze setkat i s GPG jako rozdílem logaritmů mzdy muže a ženy. Při výpočtu příjmové nerovnosti v určitém státě se typicky plošně analyzují data celé pracující populace, přičemž nevládní organizace někdy ve svých průzkumech berou v potaz i sociální nerovnost a specificky aplikují výpočty na různé společenské vzorky, jako například příslušníky určitých etnik či jiných menšin, nebo zkoumají nevyrovnanost platů v rámci jedné firmy či organizace.
Při hledání konkrétních příčin nerovnosti je praktické se zaměřovat na výpočet mzdové propasti v rámci určité země či geografického území, jelikož výsledek pak není zkreslený rozdíly v životních nákladech a dalších specifikách různých zemí.

## Ekonomické důsledky
Nevyužívání potenciálu žen na trhu práce má negativní dopad na příjmy a zaměstnanecké penzijní pojištění a brání tak jejich ekonomické nezávislosti. Kdyby ženy měly stejné příležitosti ve všech povoláních na všech úrovních, mohl by tento fakt významným způsobem zlepšit ekonomiku a rovné postavení žen ve společnosti. Více žen na pracovním trhu by zvýšilo zaměstnanost a například v rámci EU by podle interních odhadů zajistilo nárůst HDP o 5,5 %, tedy 1490 miliard euro do roku 2050.
Dle Evropské komise má platová nerovnost dalekosáhlé následky i na důchody žen. Ženy v Evropské unii vydělávají okolo 17,5 % méně než muži. V důsledku toho je potom 22 % žen starších 65 let ohroženo chudobou oproti 16 % mužů stejného věku.

## Příjmová nerovnost v ekonomických teoriích

### Neoklasický model
V neoklasické ekonomii lze diskriminaci zaměstnanců brát jako neefektivní. Pokud by jedna firma odmítala zaměstnávat určitou skupinu, zvedl by se tím pádem mzda skupiny, která není diskriminovaná. Pro ostatní firmy by potom bylo výhodné zaměstnávat více členů marginalizované skupiny. Diskriminace by se tak v dlouhodobém měřítku nevyskytovala. Tento model je však zpochybnitelný, nezohledňuje například konkrétní produkční funkce firem, které mají tendenci diskriminovat.

### Monopsonní model
V monopsonní teorii může být mzdová diskriminace vysvětlena rozdílnými požadavky a chováním pracovníků. Ekonomové Ransom a Oaxaca ve své práci Intrafirm Mobility and Sex Differences in Pay tvrdí, že ženy nejsou obvykle tolik citlivé na velikost své mzdy a nepožadují tolik, jako muži, čehož pak jejich zaměstnavatelé zneužívají.

## Gender pay gap v Evropské unii
Na úrovni EU se statisticky určuje mzdová mezera jako rozdíl v průměrnému hrubému hodinovému platu ženy a muže vyjádřený procentem platu muže. Data se získávají z podniků, které mají více než 10 zaměstnanců. V roce 2016 Eurostat uvedl, že průměrný plat žen v rámci Evropské unie je o 16,2 % nižší než plat mužů. Na území eurozóny činí tento rozdíl 16,3 %. Na úrovni jednotlivých států se hodnoty GPG různí. V roce 2016 byl tento rozdíl nejnižší v Rumunsku, kde činil 5,2 % a nejvyšší v Estonsku, 25,3 %. Nejvyšší rozdíl je pak zejména ve finančnictví a pojišťovnictví – nejnižší 18,1 % v Itálii, nejvyšší 39,8 % v České republice. Průměrně je také GPG větší v soukromém sektoru. Zmenšování příjmové nerovnosti žen a mužů a celkově boj s ženskou chudobou je jedním z hlavních cílů stanovených Evropskou komisí v dokumentu Strategic Engagement for Gender Equality 2016-2019.

## Gender pay gap ve světě
Tabulka genderové platové nerovnosti podle OECD z roku 2017 nebo posledních dostupných (od 2013).
| Země           | GPG (%) |
| -------------- | ------- |
| Austrálie      | 14,29   |
| Belgie         | 4,67    |
| Bulharsko      | 4,06    |
| Česko          | 15,61   |
| Dánsko         | 5,73    |
| Estonsko       | 28,34   |
| EU (28 zemí)   | 19,13   |
| Finsko         | 16,47   |
| Francie        | 9,87    |
| Chile          | 21,05   |
| Irsko          | 10,61   |
| Island         | 9,93    |
| Itálie         | 5,56    |
| Izrael         | 19,28   |
| Japonsko       | 24,52   |
| Kanada         | 18,22   |
| Kolumbie       | 7,09    |
| Kostarika      | 1,79    |
| Kypr           | 13,41   |
| Litva          | 12,48   |
| Lotyšsko       | 21,12   |
| Lucembursko    | 3,40    |
| Maďarsko       | 9,36    |
| Malta          | 8,99    |
| Mexiko         | 16,49   |
| Německo        | 15,51   |
| Nizozemsko     | 14,11   |
| Norsko         | 7,12    |
| Nový Zéland    | 7,15    |
| Polsko         | 9,42    |
| Portugalsko    | 14,29   |
| Rakousko       | 15,67   |
| Rumunsko       | 1,55    |
| Řecko          | 4,49    |
| Slovensko      | 15,04   |
| Slovinsko      | 5,00    |
| Španělsko      | 11,54   |
| Švédsko        | 13,42   |
| Švýcarsko      | 14,74   |
| Turecko        | 6,88    |
| USA            | 18,17   |
| Velká Británie | 16,84   |
| OECD celkově   | 13,89   |